# 올리비에 지루
올리비에 조나탕 지루(프랑스어: Olivier Jonathan Giroud, 프랑스어 발음: [ɔlivje ʒɔnatɑ̃ ʒiʁu]; 1986년 9월 30일~)는 프랑스의 축구 선수로 포지션은 스트라이커이다. 현재 릴에서 활동하고 있다. 좋은 제공권을 가지고 있으며 원터치 슛, 패스에 능하기 때문에 연계 플레이 능력 또한 좋으며 현재 프랑스 축구 국가대표팀의 역대 최다 득점자이다.
2006년 리그 2의 그르노블에서 프로 데뷔를 하였고 2008년에 투르로 이적했다. 2009-10 시즌에 리그 2 득점왕을 차지했고 리그 2 올해의 선수, 올해의 팀에 선정되었으며, 이 활약에 힘입어 몽펠리에로 이적하게 된다. 그는 21골로 다시 2011-12 시즌 득점왕을 차지하면서 몽펠리에가 클럽 역사상 최초로 리그 1 우승컵을 들어올리게 하는 데 기여한다. 그 뒤 아스널로 이적하여 그곳에서 2012-13 시즌을 시작했다.

## 클럽 경력

### 그르노블
지루의 프로 계약은 2005년에 이루어졌지만 2005-06 시즌 초반 그는 리저브 팀에 소속되어 프랑스 5부리그에서 뛰었다. 그는 리저브 팀에서 좋은 활약을 보여주었고 2006년 3월에 성인팀으로 승격되어 프로 데뷔를 한다. 줄곧 교체 출전만 하던 그는 2006년 8월 첫 선발출전을 가졌으며 2007년 2월 26일 르아브르와의 리그 경기에서 프로 데뷔골을 넣었다.
2007-08 시즌에 3부리그 소속팀인 이스트르로 임대 갔다. 지루는 아를 아비뇽과의 경기에서 처음으로 멀티골(2골)을 기록하는 등 이스트르에서 총 14골을 넣었다. 성공적인 임대 후 복귀한 지루는 리그 1로 승격한 그르노블에 의해 전력 외 선수로 판단되어 방출명단에 올랐다.

### 투르
2008년 5월 28일에 투르와 3년 계약을 맺고 이적했다. 등번호는 12번을 부여받았다. 부상으로 인해 데뷔전은 2008년 9월 불로뉴와의 리그컵 경기가 되었다. 리그 데뷔는 1주일 뒤 님과의 경기에서 이뤄졌다. 한달 뒤 랑스와의 리그 경기에서 두 골 차로 벌리는 추가 득점을 올리며 데뷔골을 기록했다. 총 27경기에 출전하여 14골을 넣고 시즌을 마무리했으며 팀은 승격에 실패했다.
2009-10 시즌에는 팀의 주포였던 테네마 은디아예가 낭트로 이적함에 따라 그 역할을 지루가 물려받았다. 팀의 제 1공격수가 된 지루는 16골을 넣으면서 시즌 전반기를 마쳤다. 2010년 1월에 몽펠리에가 200만 유로를 이적료로 지불하면서 시즌이 종료될 때까지 투르에 임대하는 조건으로 지루와 3년 6개월 계약을 맺었다. 이 시즌에 지루는 총 42경기에 출장하여 24골을 넣었는데, 이 중 21골을 리그에서 넣으면서 득점왕 타이틀을 차지했다. 또한 올해의 선수로 선정되었으며 올해의 팀에도 뽑혔다.

### 몽펠리에
지루는 2010년 7월 29일에 헝가리의 클럽인 죄르 ETO와의 UEFA 유로파리그 3차 예선 1차전에 출전하여 팀 데뷔와 유럽 대회 데뷔를 치렀다. 이 경기에서 팀에서의 첫 골도 뽑아냈다. 리그 데뷔는 보르도와의 개막전에서 했다. 8월 28 발랑시엔과의 리그 경기에서 데뷔골을 넣었다. 몽펠리에는 프랑스 리그컵 준결승전에 진출하여 파리 생제르맹을 만났다. 지루는 풀타임으로 경기를 소화했으며 연장전에도 뛰게 됐다. 그리고 117분 지루가 결승골을 넣었고 몽펠리에는 1993-94 시즌 이후 처음으로 결승에 진출하게 됐다. 결승 상대는 마르세유였고 1-0으로 패했다. 2010-11 시즌 팀내 최고 득점자가 된 지루는 몽펠리에와 계약 기간을 2014년까지 연장하는 재계약을 맺는다.
2011-12 시즌에는 본격적으로 득점력을 발휘하기 시작했다. 미디어에서는 그에게 '매혹적인 공격수'라는 별명을 붙여주었고 그의 득점 행진은 멈출 기미가 보이지 않았다. 디종과 소쇼와의 리그 경기에서 해트트릭을 기록하기도 했다. 시즌 중반이 지나면서 여러 클럽들이 지루를 영입할 의사를 보이기도 했다. 지루는 2011-12 시즌에 리그에서만 21골 9어시스트를 기록하는 엄청난 퍼포먼스를 보였고 그의 팀 몽펠리에에게 팀 역사상 첫 리그 우승 트로피를 선사했다. 리그 득점왕의 자리에도 올랐다. 결국 시즌 종료 후인 2012년 6월 26일 아스널이 영입 레이스에서 승리하여 지루와 장기 계약을 맺는데 성공한다. 이적료는 960만 파운드로 알려졌다.

### 아스널

#### 2012-13 시즌
2012년 8월 18일 선덜랜드와의 프리미어리그 경기에서 교체 출전으로 데뷔했으며 9월 26일 코번트리 시티와의 리그 컵 경기에서 팀에서의 첫 골을 넣었다. 프리미어리그에서의 첫 골은 웨스트 햄을 상대로 넣었다. 이 경기에서 월컷의 골을 어시스트하기도 했다. 그의 UEFA 챔피언스리그 데뷔골은 11월 6일 샬케 04와의 경기에서 기록했다. 그가 계속해서 좋은 폼을 유지하고 멋진 활약을 보여줬기에, 아스널 팬들은 비틀즈가 부른 "Hey Jude"의 한 소절을 따와서 지루의 응원가를 만들어주었고 지루만을 위한 이 응원가는 에미레이트 스타디움에서 울려퍼지게 되었다. 1월에는 아스날 팬들이 뽑은 이달의 선수에 선정되기도 했다. 시즌 종료까지 네 경기를 앞두고 풀럼과의 경기에서 아스널에서의 첫번째 레드카드를 받았는데, 이 때문에 나머지 네 경기에 모두 결장하게 됐다. 지루의 항의는 잉글랜드 축구 협회에 의해 기각당했다. 지루는 시즌 동안 총 47 경기에 출장했고 17골과 11어시스트를 기록했다.

#### 2013-14 시즌
프리시즌부터 꾸준히 좋은 폼을 보여주던 지루는 애스턴 빌라와의 개막전에서 골을 기록했으나 팀은 3-1로 패배했다. 1주 뒤 페네르바흐체와의 챔피언스리그 조별단계로 진출하기 위한 플레이오프 경기에서 페널티 킥으로 팀의 세 번째 골을 넣었다. 나흘 뒤 풀럼과의 경기에서 선제골을 넣었고 팀은 3-1로 승리했다. 9월 1일에는 토트넘과의 북런던 더비에서 유일하게 득점에 성공하여 팀을 승리로 이끌었다. 그의 득점 행진은 9월 14일 선덜랜드와의 경기까지 이어졌으며 아스널은 3-1로 승리했다. 다음 세 경기 동안은 무득점이었으나 9월 28일 아스널이 스완지를 2-1로 꺾은 날에는 결승골을 도왔다. 같은 주, 지루는 세리에 A에서 1위를 달리고 있던 나폴리를 상대로 골을 기록하였고 팀은 2-0으로 승리했다. A매치 기간이 지난 뒤에는 노리치 시티를 4-1로 이긴 경기에서 2개의 어시트를 기록했다. UEFA 챔피언스리그에서 도르트문트에게 동점골을 꽂아 넣었지만 팀은 결국 2-1로 패배했다. 10월 26일에는 크리스탈 팰리스와의 경기에서 팀의 두 번째 득점으로 쐐기골을 박으면서 아스널은 프리미어리그 정상을 유지하게 된다. 그리고 약 한달 뒤, 사우샘프턴을 상대로 두 골을 넣었다. 2013년 그의 마지막 골이자 아스널의 마지막 골은 지루의 머리에서 터졌다. 뉴캐슬과의 경기 중 월컷이 프리킥으로 올린 공을 지루가 머리로 가볍게 방향만 바꾸어 득점에 성공하여 아스널은 1-0으로 승리했고 리그 1위인 채로 2014년 새해를 맞이하게 됐다. 박싱 데이 나흘 전, 웨스트 햄과의 원정 경기에서는 포돌스키의 득점을 도와 어시스트를 기록했다. 발목 부상에서 돌아온 뒤 처음 만난 상대는 애스턴 빌라였는데, 지루는 이 경기에서 골을 기록했고 아스널은 2-1로 승리했다. FA컵에서 만난 코번트리 시티를 상대로도 골을 기록했다. 4일 뒤 사우샘프턴과의 경기에서 다시 득점에 성공했고, 약 한달 뒤에는 선덜랜드를 상대로 12번째 골을 넣었다. 스완지와의 경기에서는 포돌스키의 동점골에 이어서 본인의 이번 시즌 프리미어리그 13번째 골을 넣어 역전시켰으나 다시 실점을 허용하여 결국 2-2로 비겼고, 경기가 끝난 후 아르센 벵거 감독은 사실상 우승 포기 선언을 했다. 3월 8일, FA컵 8강전에서 아스널은 에버턴을 4-1로 눌렀으며 지루는 이 경기에서 두 골을 기록했다. 4월 12일FA컵 준결승전에서 아스널은 위건과 승부차기에 돌입했는데, 지루가 한 골을 집어넣는 데 성공하여 자신의 팀이 웸블리 스타디움에서 FA컵 결승전을 치루도록 하는 데 일조했다. 2014년 FA컵 결승전에 선발 출장하였다. 아스널은 헐 시티를 3-2로 꺾고 2014년 FA컵 우승컵을 손에 쥠으로써 지난 9년 간의 무관을 깼다.

#### 2014-15 시즌

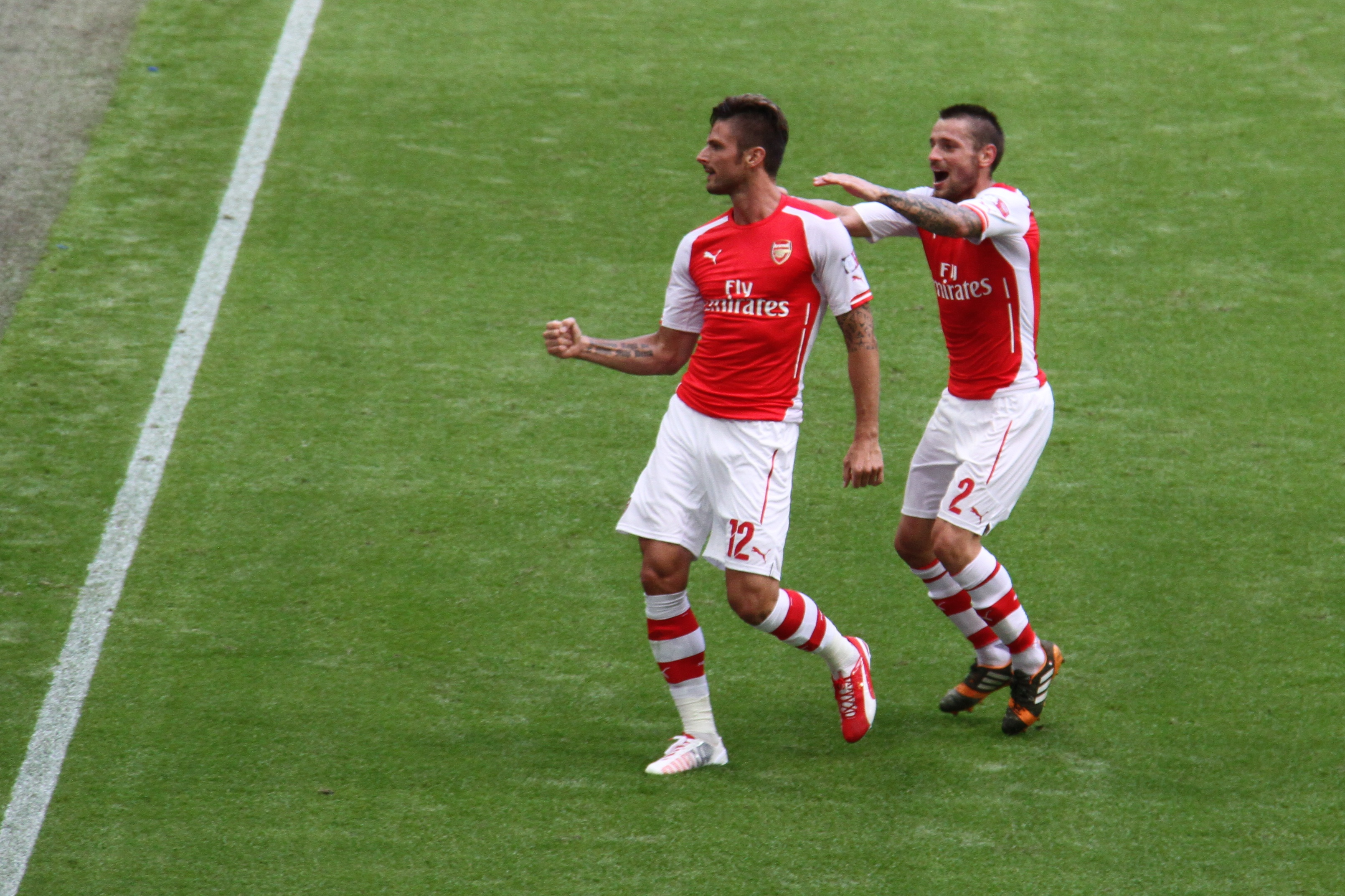
커뮤니티 실드에서 골을 넣은 지루

2014년 FA 커뮤니티 실드에서 맨체스터 시티를 맞이하게 된 지루는 상대 골키퍼 위로 살짝 떨어지는 23미터 중거리포를 쏘아 팀의 세 번째 득점을 성공시켰고 경기는 아스널이 3-0으로 승리하였다. 이로써 지루는 아스널에서의 두 번째 타이틀을 거머쥐었다. 비록 후반전에 교체 출전했지만 지루는 이 경기에서 맨 오브 더 매치에 선정되었다. 얼마 후 에버턴과의 경기에서 동점골을 뽑아내어 팀을 패배에서 구해냈으나 경골이 부러지는 부상을 입고 4달 아웃이라는 진단을 받았다. 그의 생일인 9월 30일, 지루는 아스널과 계약을 2018년까지 연장했으며 주급은 8만 파운드로 인상되었다. 지루는 예상보다 빠르게 필드로 복귀했는데, 11월 22일 맨체스터 유나이티드와의 경기에서 경기 종료까지 13분을 남겨 놓고 에런 램지와 교체되어 출전했다. 그는 2-0으로 지고 있는 상황에서 인저리 타임에 만회골을 넣었고 2-1로 경기가 종료되었다. 12월 13일 뉴캐슬을 상대로 2골을 넣었고 팀은 4-1로 승리했다. 13일 뒤 퀸스 파크 레인저스와의 경기에서 지루는 QPR의 수비수 네덤 오누오하가 자신을 거칠게 밀친 것에 대해 분노를 표출했고 그의 이마에 박치기를 가해 퇴장당했다. 출장 금지 징계로 인해 세 경기에서 결장한 뒤 1월 11일 스토크 시티와의 경기에서 복귀했다. 1월 18일, 아스널은 지루의 쐐기골에 힘입어 맨체스터 시티에 2-0 승리를 거뒀는데, 이는 2010년 이후 아스널이 처음으로 에티하드 스타디움에서 거둔 승리였다. 애스턴 빌라를 5-0으로 꺾은 경기에서는 선제골을 넣고 메수트 외질의 추가골을 어시스트하는 활약을 했다. 2월 15일, FA컵 8강전에서 미들즈브러에게 두 골을 선사하였고 팀은 2-0으로 승리하여 준결승에 진출했다. 2월 25일 AS 모나코와의 UEFA 챔피언스리그 16강 1차전에서 선발 라인업에 이름을 올렸으나 기회를 번번히 놓치면서 결국 60분에 교체되어 나갔고 팀은 3-1로 패배했다. 나흘 뒤인 3월 1일, 에버턴을 상대로 선제골을 뽑아내어 팀의 2-0 승리를 견인했다. 그 뒤, 퀸스 파크 레인저스, 웨스트 햄, AS 모나코, 뉴캐슬 등을 상대로 골을 기록하면서 훌륭한 폼을 유지해나갔다. 그리고 프리미어리그 3월의 이달의 선수로 선정되었다. 4월 1일에는 리버풀과의 경기에서 네 번째 골을 넣었고 팀은 4-1로 승리했다. 5월 30일, 2015년 FA컵 결승전에서는 후반 교체 출전하여 애스턴 빌라를 상대로 추가 시간 종료 직전에 팀의 네 번째 골을 뽑아냈다.

### 첼시
2018년 겨울 이적 시장을 통해 첼시로 이적하였다. 리그에서 13경기 동안 3골을 득점하였다.

### AC 밀란

#### 22-23 시즌
2023년 4월 19일, 지루는 스타디오 디에고 아르만도 마라도나에서 밀란이 나폴리와 1대 1로 비긴 22-23 UEFA 챔피언스리그 8강 2차전에서 아킬레스건에 문제가 있음에도 불구하고 선발로 출전했다. 22분 지루는 마리우 후이가 하파엘 레앙에게 파울을 저지르며 밀란이 획득한 페널티킥을 찼지만 알렉스 메레트가 몸을 왼쪽으로 던져 공을 막으며 페널티킥 득점에 실패했다. 28분 지루는 공을 찰 기회를 잡아 공을 찼지만 메레트가 그의 슛을 다리로 막았고 39분 이르빙 로사노에게 파울을 당해 마이크 메냥이 밀란이 획득한 직접 프리킥을 찼다. 43분 지루는 밀란의 역습과정에서 나폴리의 수비수들을 제치고 페널티박스 안으로 돌파한 레앙의 패스를 받아 나폴리의 골문 안으로 공을 차며 밀란의 선제골을 만들었다. 55분 지루는 조반니 디 로렌초에게 파울을 당했고 59분 피오트르 지엘린스키에게 파울을 범했다. 68분 지루는 디보크 오리기와 교체되었다. 지루는 이 골로 로랑 블랑 다음으로 UEFA 챔피언스리그에서 골을 넣은 두 번째로 나이가 많은 프랑스인 축구 선수가 되었다.
2023년 4월 19일, 지루는 AC 밀란과 2024년 6월까지 유효한 1년 계약을 체결했다.

## 국가대표팀 경력
성인 대표팀에 선발되기 이전에, 지루는 청소년 대표팀에 선발된 적이 없었다. 2001년에 요안 카바예, 요안 구르퀴프, 실뱅 마르보와 함께 피에르 만코프스키가 이끄는 U-16 대표팀에 발탁되어 클레르퐁텐 아카데미에서 열리는 트레이닝 캠프에 참여했다. 캠프가 끝난 후, 2001-02 시즌 동안 청소년 대표팀에 발탁되지 않았다.
2011년 11월 3일, 몽펠리에 소속으로 지루가 자국 리그에서 보여준 뛰어난 퍼포먼스가 인정 받게 되어 당시 프랑스 축구 국가대표팀의 감독인 로랑 블랑은 지루를 국가대표팀에 불러들였고 2011년 11월 11일과 15일에 열리는 미국과 벨기에와의 친선경기 명단에 포함시켰다. 미국과의 친선 경기에 교체 출전함으로써 성인 국가대표팀 데뷔를 했다. 지루는 벨기에와의 친선 경기에서도 교체 출전하였다. 2012년 2월 29일 지루는 독일과의 친선경기에서 A매치 데뷔골을 기록했다. 3달 뒤, 지루는 UEFA 유로 2012 출전 명단에 포함되었다. 최종 명단 발표 이틀 전에, 아이슬란드와의 친선경기에서 지루는 2개의 어시스트를 기록했다.
2012년 10월 6일, 2014년 FIFA 월드컵 예선에서 스페인을 상대로 동점골을 넣어 팀에게 귀중한 승점 1점을 안겼다. 11월 14일 이탈리아와의 경기에 불리게 된다. 이 경기에서 지루는 꽤 많은 찬스를 얻었지만 득점으로 연결시키지 못한 채 후반에 교체되었다. 2013년 10월 11일 프랑스가 친선경기에서 호주를 6-0으로 꺾었을 때 지루가 두 골을 넣었다.
2014년 5월 13일, 지루는 디디에 데샹 감독에 의해 2014년 FIFA 월드컵 최종 명단에 오르게 되었다. 조별 예선 첫 상대는 온두라스였는데 지루는 후반에 교체 출전했다. 그 뒤 스위스전에서는 선발로 출장했다. 이 경기에서 그는 17분에 선제골을 뽑았으며 이는 지루의 월드컵 무대 첫 골이자 프랑스 대표팀이 월드컵 본선에서 기록한 100번째 골이었다.

## 개인사
지루의 형 로맹도 유소년 축구 선수로 활동했으며, 형은 영양사가 되기 위해 축구를 포기했다. 2011년 연인인 미국인 여성 제니퍼와 결혼했으며 슬하에 자녀 4명을 뒀다.

## 수상 기록

#### 몽펠리에
- 리그 1 : 2011-12

#### 아스널
- FA컵 : 2013-14, 2014-15, 2016-17
- 커뮤니티 실드 : 2014, 2015, 2017

#### 첼시
- FA컵: 2017-18
- UEFA 유로파리그 : 2018-19
- UEFA 챔피언스리그 : 2020-21

#### AC밀란
- 세리에 A : 2021-22

#### 프랑스
- FIFA 월드컵 : 우승 (2018), 준우승 (2022)
- UEFA 유로 : 준우승 (2016)
- UEFA 네이션스리그 : 2020-21

### 개인
- 리그 1 득점왕, 올해의 팀 : 2011-12
- 리그 2 득점왕, 올해의 선수, 올해의 팀 : 2009-10
- UEFA 유로파리그 득점왕, 시즌의 스쿼드 : 2018-19
- UEFA 유로 브론즈 부트 : 2016
- FIFA 월드컵 브론즈 부트 : 2022
- FIFA 푸스카스 상 : 2017
- 레지옹 도뇌르 훈장 슈발리에[3] (2018년 12월 31일)

## 같이 보기
- A매치 100경기 이상 출전한 축구 선수 명단